# Siroco
O siroco ou xaroco (em italiano scirocco [ʃiˈrɔkko] e em árabe ghibli) é um vento quente, muito seco, que sopra do deserto do Saara em direção ao litoral norte da África. Este fenômeno causa gigantescas tempestades de areia no deserto e manifesta-se quando baixas pressões reinam sobre o mar Mediterrâneo.

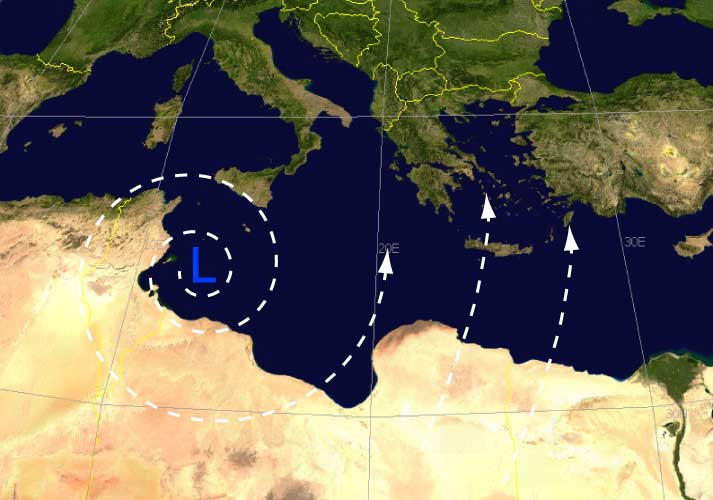
Diagrama de vento Sirocco por Piotr Flatau

## Desenvolvimento
Siroccos surgem de massas de ar tropicais quentes e secas que são puxadas para o norte por células de baixa pressão que se movem para o leste através do Mar Mediterrâneo, com o vento originando nos desertos da Arábia ou do Saara. O ar continental mais quente e seco se mistura com o ar mais frio e úmido do ciclone marítimo, e a circulação anti-horária do ciclone baixo impulsiona o ar misto através das costas do sul da Europa.

## Efeitos
O siroco causa condições secas e empoeiradas ao longo da costa norte da África, tempestades no Mar Mediterrâneo e clima úmido frio na Europa. A duração do siroco pode ser tão curta quanto meio dia ou vários dias. Ao passar sobre o Mar Mediterrâneo, o siroco pega umidade; Isso resulta em chuvas na parte sul da Itália, conhecida localmente como "chuva de sangue" devido à areia vermelha misturada com a chuva que cai.
Sirocco é comumente percebido como causador de mal-estar e um humor irritável nas pessoas. Além disso, muitas pessoas atribuem problemas de saúde ao vento, seja por causa do calor e da poeira trazidos das regiões costeiras da África, ou por causa da umidade fria mais ao norte da Europa. A poeira dentro dos ventos de siroco pode causar abrasão em dispositivos mecânicos e penetrar em edifícios.
Os ventos Sirocco com velocidades de até 100 km/h são mais comuns durante o outono e a primavera. Atingem o pico em março e em novembro, quando faz muito calor.
Quando combinado com a maré alta, o siroco pode causar o fenômeno acqua alta na Lagoa de Veneza.
Esse vento também tem impacto na pesca. Por exemplo, as anchovas pescadas no Golfo de Trieste, perto de Barcola, muito procuradas como iguaria, só são pescadas no Sirocco. Em ventos frios, como o bora, o peixe desaparece na imensidão do Adriático.

## Uso do nome
Em 1951, um filme estrelado por Humphrey Bogart e Lee J. Cobb recebeu o nome de sirocco (em português foi chamado de Vento do Deserto). O filme é um thriller de acção ambientado numa Síria devastada pela guerra.